# Актас (Талгарський район)
Акта́с (каз. Ақтас) — село у складі Талгарського району Алматинської області Казахстану. Входить до складу Кендалинського сільського округу.
Населення — 1938 осіб (2021; 378 у 2009, 1122 у 1999, 497 у 1989).